# Улица Анны Павловой
У́лица А́нны Па́вловой — улица в городе Ломоносове Петродворцового района Санкт-Петербурга, в историческом районе Мартышкино. Проходит от Морской улицы до улицы Галины Улановой. Далее продолжается Линейным переулком.

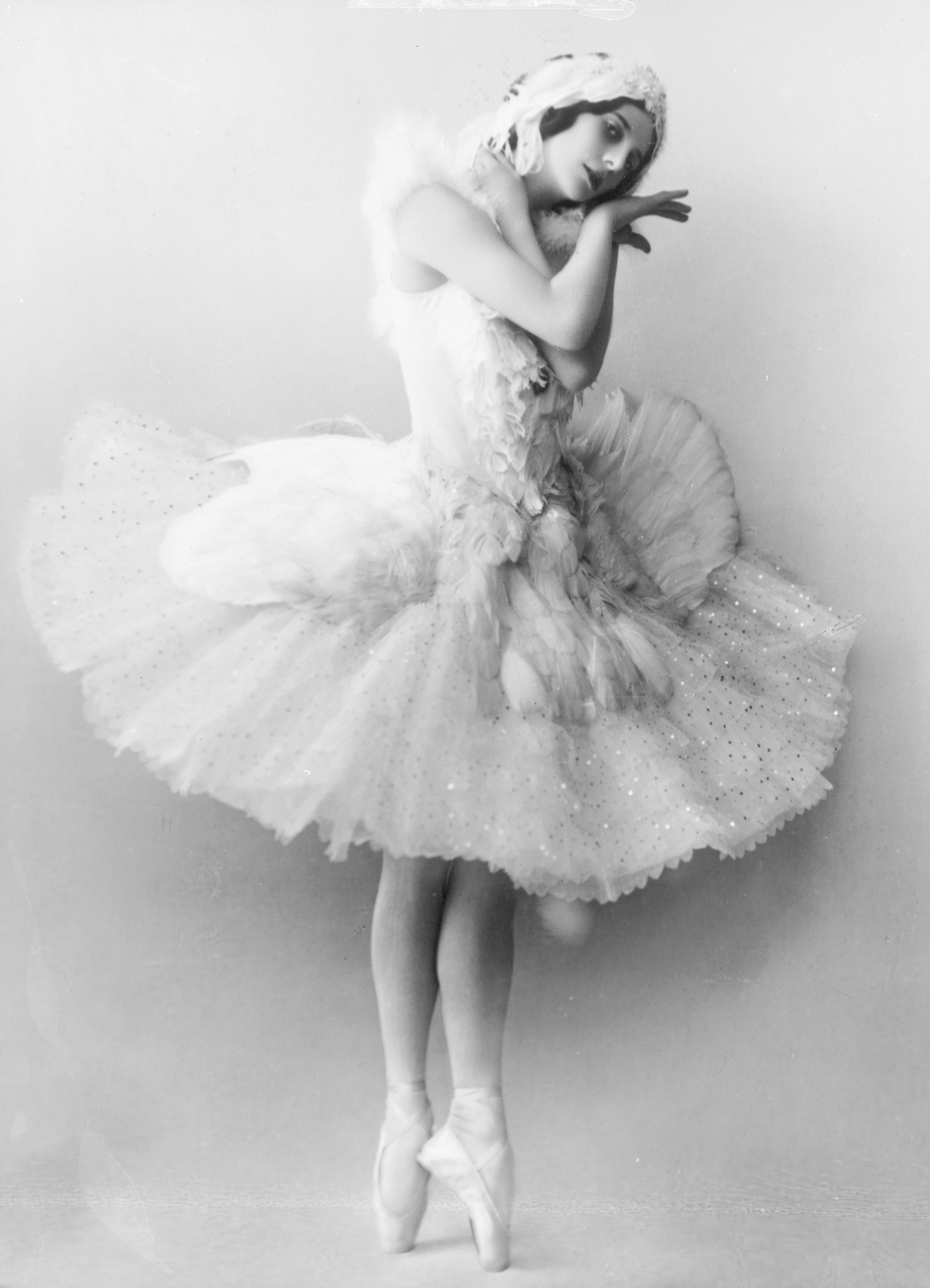
Анна Павлова в миниатюре «Лебедь», поставленной для неё Михаилом Фокиным

Наименование было присвоено 8 мая 2009 года в честь русской артистки балета, примы-балерины Мариинского театра А. П. Павловой, выступавшей в Ораниенбауме.
До того как название было присвоено, домам вдоль этого участка дороги давали адреса по Линейному переулку. Однако, поскольку нумерация в Линейном переулке идет в обратную сторону, то ГУИОН изобрело фактически второй Линейный переулок — с номерами 1а, 3а, увеличивающимися в сторону Морской улицы.
Долгое время при въезде на улицу Анны Павловой с обеих сторон стояли шлагбаумы и знаки «Движение запрещено». Они оказались самовольными. Сперва убрали знаки, теперь ожидается демонтаж шлагбаумов.